# ᴳ
Cette page contient des caractères spéciaux ou non latins. S’ils s’affichent mal (▯, ?, etc.), consultez la page d’aide Unicode.
ᴳ, appelée g majuscule en exposant, g majuscule supérieur ou lettre modificative majuscule g, est un graphème utilisé dans l’écriture du chatino et un symbole phonétique. Il est formé de la lettre majuscule latine G ‹ G › mise en exposant.

## Utilisation
En chatino, le g majuscule en exposant est utilisé pour représenter un ton.

## Représentations informatiques
La lettre modificative majuscule g peut être représentée avec les caractères Unicode suivants (Extensions phonétiques) :
| formes       | représentations | chaînes de caractères | points de code | descriptions                    |
| ------------ | --------------- | --------------------- | -------------- | ------------------------------- |
| modificative | ᴳ               | ᴳ                     | U+1D33         | lettre modificative majuscule g |